# Campeonato Mineiro de Futebol de 2013 - Módulo II
O Campeonato Mineiro de Futebol de 2013 - Módulo II foi a 20ª edição deste torneio de futebol de Minas Gerais, organizado pela Federação Mineira de Futebol. A União Recreativa dos Trabalhadores (URT) de Patos de Minas venceu o torneio, sendo promovido para o Módulo I de 2014 junto do vice-campeão Minas Futebol de Sete Lagoas.
Originalmente, doze equipes disputariam o Módulo II em 2013 (mesmo número de equipes a disputar o Módulo I), contudo, devido a graves problemas financeiros, o Poços de Caldas encerrou suas atividades esportivas em fevereiro de 2013, retirando-se assim da competição e fazendo com que apenas onze equipes a disputassem.

## Regulamento
As doze equipes serão distribuídas em dois grupos de seis times cada, que se enfrentarão em turno e returno. A última colocada de cada grupo será rebaixada para o Campeonato Mineiro de Futebol da Segunda Divisão de 2014 e as duas melhores agremiações de cada chave avançarão ao quadrangular final, que também será disputado em turno e returno. As duas primeiras serão promovidas para o Campeonato Mineiro de Futebol de 2014 - Módulo I.

## Participantes
Times de Patos de Minas:
Mamoré
URT

Times de Sete Lagoas:
Democrata-SL
Minas Brasil
- Tricordiano (Três Corações)
- Betim (Betim)
- Democrata-GV (Governador Valadares)
- Democrata-SL (Sete Lagoas)
- Mamoré (Patos de Minas)
- Minas (Sete Lagoas)
- Poços de Caldas (Poços de Caldas) [nota 1]
- SE Patrocinense (Patrocínio)
- Social (Coronel Fabriciano)
- URT (Patos)
- Uberlândia (Uberlândia)

## Classificação
Atualizado em 18 de maio de 2013.

### Primeira Fase
| Grupo A | Grupo A      | Grupo A | Grupo A | Grupo A | Grupo A | Grupo A | Grupo A | Grupo A | Grupo A |
| Equipe | Equipe       | Pts     | J       | V       | E       | D       | GP      | GC      | SG      |
| --- | ------------ | ------- | ------- | ------- | ------- | ------- | ------- | ------- | ------- |
| 1 | URT          | 19      | 10      | 6       | 1       | 3       | 16      | 11      | 5       |
| 2 | Patrocinense | 19      | 10      | 6       | 1       | 3       | 18      | 15      | 3       |
| 3 | Mamoré       | 19      | 10      | 5       | 4       | 1       | 21      | 14      | 7       |
| 4 | Uberlândia   | 15      | 10      | 4       | 3       | 3       | 17      | 10      | 7       |
| 5 | Democrata-SL | 6       | 10      | 1       | 3       | 6       | 8       | 17      | -9      |
| 6 | Uberaba      | 5       | 10      | 1       | 2       | 7       | 5       | 18      | -13     |
| Pts – pontos; J – jogos disputados; V - vitórias; E - empates; D - derrotas; GP – gols pró; GC – gols contra; SG – saldo de gols |              |         |         |         |         |         |         |         |         |

|  |                                   |
|  | Classificados para a Segunda Fase |
|  | Rebaixado à Segunda Divisão-2014  |

| Grupo B | Grupo B         | Grupo B | Grupo B | Grupo B | Grupo B | Grupo B | Grupo B | Grupo B | Grupo B |
| Equipe | Equipe          | Pts     | J       | V       | E       | D       | GP      | GC      | SG      |
| --- | --------------- | ------- | ------- | ------- | ------- | ------- | ------- | ------- | ------- |
| 1 | Democrata-GV    | 15      | 8       | 5       | 0       | 3       | 14      | 9       | 5       |
| 2 | Minas Futebol   | 14      | 8       | 4       | 2       | 2       | 14      | 12      | 2       |
| 3 | Betim           | 12      | 8       | 3       | 3       | 2       | 12      | 7       | 5       |
| 4 | Tricordiano     | 8       | 8       | 2       | 2       | 4       | 6       | 11      | -5      |
| 5 | Social          | 7       | 8       | 2       | 1       | 5       | 5       | 12      | -7      |
| 6 | Poços de Caldas | 0       | 0       | 0       | 0       | 0       | 0       | 0       | 0       |
| Pts – pontos; J – jogos disputados; V - vitórias; E - empates; D - derrotas; GP – gols pró; GC – gols contra; SG – saldo de gols |                 |         |         |         |         |         |         |         |         |

|  |                                   |
|  | Classificados para a Segunda Fase |
|  | Rebaixado à Segunda Divisão-2014  |

### Desempenho por rodada
|         | 1   | 2   | 3   | 4   | 5   | 6   | 7   | 8   | 9   | 10  |
| Grupo A | MAM | MAM | MAM | PAT | MAM | PAT | PAT | PAT | PAT | PAT |
| Grupo B | MFB | MFB | TRI | SOC | BET | MFB | MFB | MFB | MFB | DGV |

|         | 1   | 2   | 3   | 4   | 5   | 6   | 7   | 8   | 9   | 10  |
| Grupo A | UBL | UBL | UBL | UBR | UBR | UBR | UBR | UBR | UBR | UBR |
| Grupo B | BET | SOC | BET | DGV | DGV | DGV | DGV | TRI | TRI | SOC |

### Quadrangular Final
| Quartas-De-Final | Quartas-De-Final | Quartas-De-Final | Quartas-De-Final | Quartas-De-Final | Quartas-De-Final | Quartas-De-Final | Quartas-De-Final | Quartas-De-Final | Quartas-De-Final |
| Equipe | Equipe           | Pts              | J                | V                | E                | D                | GP               | GC               | SG               |
| --- | ---------------- | ---------------- | ---------------- | ---------------- | ---------------- | ---------------- | ---------------- | ---------------- | ---------------- |
| 1 | URT              | 11               | 6                | 3                | 2                | 1                | 10               | 6                | 4                |
| 2 | Minas Futebol    | 8                | 6                | 2                | 2                | 2                | 6                | 7                | -1               |
| 3 | Patrocinense     | 6                | 6                | 1                | 3                | 2                | 4                | 4                | 0                |
| 4 | Democrata-GV     | 6                | 6                | 1                | 3                | 2                | 6                | 9                | -3               |
| Pts – pontos; J – jogos disputados; V - vitórias; E - empates; D - derrotas; GP – gols pró; GC – gols contra; SG – saldo de gols |                  |                  |                  |                  |                  |                  |                  |                  |                  |

|  |                                           |
|  | Campeão e acesso ao Módulo I de 2014      |
|  | Vice-Campeão e acesso ao Módulo I de 2014 |

### Desempenho por rodada
Clubes que lideraram a cada rodada:
| Rodadas | Rodadas | Rodadas | Rodadas | Rodadas | Rodadas |
| ------- | ------- | ------- | ------- | ------- | ------- |
| 1       | 2       | 3       | 4       | 5       | 6       |
| PAT     | PAT     | URT     | URT     | URT     | URT     |

Clubes que ficaram na última posição de cada rodada:
| Rodadas | Rodadas | Rodadas | Rodadas | Rodadas | Rodadas |
| ------- | ------- | ------- | ------- | ------- | ------- |
| 1       | 2       | 3       | 4       | 5       | 6       |
| MFB     | MFB     | DGV     | DGV     | PAT     | DGV     |

## Campeão
| Campeão Mineiro 2013 - Módulo II |
| -------------------------------- |
| URT Campeão (1º título)          |